# Xã Grand Forks, Quận Grand Forks, Bắc Dakota
Xã Grand Forks (tiếng Anh: Grand Forks Township) là một xã thuộc quận Grand Forks, tiểu bang Bắc Dakota, Hoa Kỳ. Năm 2010, dân số của xã này là 505 người.